# Platytheca
Platytheca es un género con 6 especies de plantas  perteneciente a la familia Elaeocarpaceae.

## Taxonomía
El género  fue descrito por J.Steetz in Lehm. y publicado en Plantae Preissianae 1: 220. 1845.

## Especies seleccionadas
- Platytheca anasima R.Butcher
- Platytheca crassifolia
- Platytheca crucianella
- Platytheca galioides
- Platytheca juniperina
- Platytheca verticillata